# Budzy i Trupia Czaszka
Budzy i Trupia Czaszka – polski zespół rockowy uformowany w 2004 roku przez Tomasza Budzyńskiego i jego kolegów z zespołu Armia. Nagrał płytę z muzyką do tekstów księdza Józefa Baki, powstałych w XVIII wieku. W 2013 roku zespół wydał dwa wydawnictwa - singiel, w skład którego wchodzą utwory: "Dziadobójca", "Akcja" oraz "W parasolu jest już taka mania", z tekstami Józefa "Ziutka" Szczepańskiego, uczestnika powstania warszawskiego oraz płytę długogrającą "Mor", z autorskimi tekstami Tomasza Budzyńskiego.

## Dyskografia
- Uwagi Józefa Baki (2004)[1]
- Mor (2013)[2]

## Teledyski
- "Herez" (2013, realizacja: Łukasz Jankowski)[3]
- "Golem" (2014, realizacja: Łukasz Jankowski)[4]